# Gute Schriften
Gute Schriften war eine Heftreihe des Vereins Gute Schriften in der Schweiz, dessen Satzungszweck die Verbreitung guter und preisgünstiger Literatur war. Zunächst wurden ab 1891 separate Reihen von Vereinen in Bern, Basel und Zürich herausgegeben, die ab 1948 mit neuer Zählung der Hefte zusammengelegt wurden. Die Reihe wurde bis 1990 herausgegeben, ab 1977 als GS-Reihe. 2002 wurde der Verein Gute Schriften liquidiert.

## Daten
Im Format der populären Heftromane gehalten, gehörte diese Reihe zu der so genannten guten Jugendliteratur. Diese Hefte wurden, vor allem in Österreich und in der Schweiz, von verschiedenen Organisationen herausgegeben, um ein Gegenstück zu den normalen billigen sogenannten Schund-Heften zu bilden. So hatte sich auch der herausgebende Verein gegründet mit dem Ziel der Verbreitung guter und preisgünstiger Literatur.
Der Umfang der meisten Hefte umfasste von 32 bis 104 Seiten und lehnte sich damit an die populären deutschen Heftromane mit etwa 64 Seiten an. Einige Ausgaben erschienen allerdings auch kartoniert. Alle Hefte verfügten über ein gezeichnetes farbiges Titelbild.

## Editionsgeschichte
Die Reihe startete im Jahr 1948 mit dem Heft Jungfer Rägel von Alice Wegmann als Nr. 1. Sie setzte dabei Vorgängerreihen separater Vereine in Bern, Basel und Zürich fort. So war 1891 mit Vier schöne Märchen das Heft 1 der Serie B beim Basler Verein für Verbreitung guter Schriften erschienen.
Neben anspruchsvoller Literatur und Klassikern von Gottfried Keller, Conrad Ferdinand Meyer und Friedrich Glauser erschienen auch Ausgaben wie der Band Spukgeschichten. Dabei kamen dann Kurzgeschichten von Selma Lagerlöf, Edgar Allan Poe, Nikolaj Gogol, Theodor Storm und Heinrich von Kleist zum Abdruck. Ergänzt wurden die Ausgaben durch Werke von, vorwiegend schweizerischen, Jugendschriftstellern wie Johanna Spyri oder Mundartdichtern wie Simon Gfeller. Besonders im letzten Drittel der Erscheinungszeit der Guten Schriften erschienen auch vereinzelte Sachtexte.
Der letzte Band mit Nr. 563 erschien 1990.